# (11406) Ucciocontin
(11406) Ucciocontin est un astéroïde de la ceinture principale.

## Description
(11406) Ucciocontin est un astéroïde de la ceinture principale. Il fut découvert le 15 février 1999 à Visnjan par Korado Korlević. Il présente une orbite caractérisée par un demi-grand axe de 2,77 UA, une excentricité de 0,06 et une inclinaison de 3,8° par rapport à l'écliptique.

## Compléments